# Xã Hamburg, Quận Dickey, Bắc Dakota
Xã Hamburg (tiếng Anh: Hamburg Township) là một xã thuộc quận Dickey, tiểu bang Bắc Dakota, Hoa Kỳ. Năm 2010, dân số của xã này là 34 người.